# بوغياني بلغاري
بوغياني بلغاري (الاسم العلمي: Pleospora bulgarica) هي نوع من الفطريات يتبع جنس البوغياني من الفصيلة البوغيانية.